# Nkulunkulu Mnikati wetibusiso temaSwati
Nkulunkulu Mnikati wetibusiso temaSwati (en català, Senyor nostre Déu, amo de les benediccions de Swazilàndia) és l'himne nacional de Swazilàndia.

## En siSiwati
Nkulunkulu Mnikati wetibusiso temaSwati;
Siyatibonga tonkhe tinhlanhla,
Sibonga iNgwenyama yetfu,
Live netintsaba nemifula.
Busisa tiphatsimandla takaNgwane
Nguwe wedvwa Somandla wetfu;
Sinike kuhlakanipha lokungenabucili
Simise usicinise, Simakadze.

## En anglès
O Lord our God, bestower of the blessings of the Swazi;
We give Thee thanks for all our good fortune;
We offer thanks and praise for our King
And for our fair land, its hills and rivers.
Thy blessings be on all rulers of our Country;
Might and power are Thine alone;
We pray Thee to grant us wisdom without deceit or malice.
Establish and fortify us, Lord Eternal.

## En català
Senyor, Déu nostre, amo de les benediccions de Swazilàndia; 
Et donem les gràcies per tota la nostra bona sort;
Agraïm i elogiem pel nostre rei
i per la nostra formosa terra, els seus cims i els rius.
Les teves benediccions estiguin arreu del nostre país; 
La força i la potència són només pensaments; 
Et preguem que ens concedeixis la saviesa sens engany o maldat.
Estableixe'ns i fortifica'ns, Senyor Etern.